# ستيفن دبليو. برينان
ستيفن دبليو. برينان (بالإنجليزية: Stephen W. Brennan)‏ هو قاضي ومحامي أمريكي، ولد في 20 مارس 1893 في كلينتون في الولايات المتحدة، وتوفي في 9 أبريل 1968 في أوتيكا في الولايات المتحدة.